# Сант-Андреа-ди-Конца
Сант-Андреа-ди-Конца (итал. Sant'Andrea di Conza) — коммуна в Италии, располагается в регионе Кампания, в провинции Авеллино.
Население составляет 1930 человек (2008 г.), плотность населения составляет 322 чел./км². Занимает площадь 6 км². Почтовый индекс — 83053. Телефонный код — 0827.
Покровителем коммуны почитается святой апостол Андрей, празднование 30 ноября.

## Демография
Динамика населения:

## Администрация коммуны
- Официальный сайт: https://web.archive.org/web/20190903012618/http://comune.santandreadiconza.av.it/